# Видошевич, Йошко
Йошко Видошевич по прозвищу Йоле (11 января 1935, Сплит — 10 августа 1990, Сплит) — югославский футболист. Большую часть карьеры провёл в «Хайдук Сплит», выступал за сборную Югославии.

## Биография
Видошевич родился в Сплите и начал заниматься футболом в 1949 году в местный клуб «Хайдук». Он дебютировал в основной команде в 1952 году. Следующие десять лет он провёл в клубе, сыграв в общей сложности 349 матчей и забив 228 голов (в том числе 143 матча и 63 гола в Первой лиге Югославии). Во время выступлений в «Хайдуке» он также помог клубу выиграть национальные чемпионаты в сезоне 1952 и 1954/55 годов.
В 1962 году он покинул клуб и по году отыграл за «Сплит» и швейцарский «Лугано». Завершил карьеру из-за болезни. Позже он работал в руководстве «Хайдука» и занимал пост президента клуба с июня 1985 по ноябрь 1986 года.
В 1955 году Видошевич сыграл три матча за сборную Югославии и был в составе команды, которая завоевала серебряные медали на летних Олимпийских играх 1956 года в Мельбурне. Он также сыграл за сборную Хорватии в неофициальном товарищеском матче против Индонезии, который состоялся в Загребе 12 сентября 1956 года.
Умер 10 августа 1990 года в Сплите.
В 2020 году по случаю 30-летия смерти Видошевича «Хайдук» в сотрудничестве с Почтой Хорватии и Хорватским обществом олимпийской филателии и памятных вещей выпустил памятную открытку с портретом и биографией Видошевича, Почта Хорватии выпустила памятную марку.